# O (kézmozdulat)

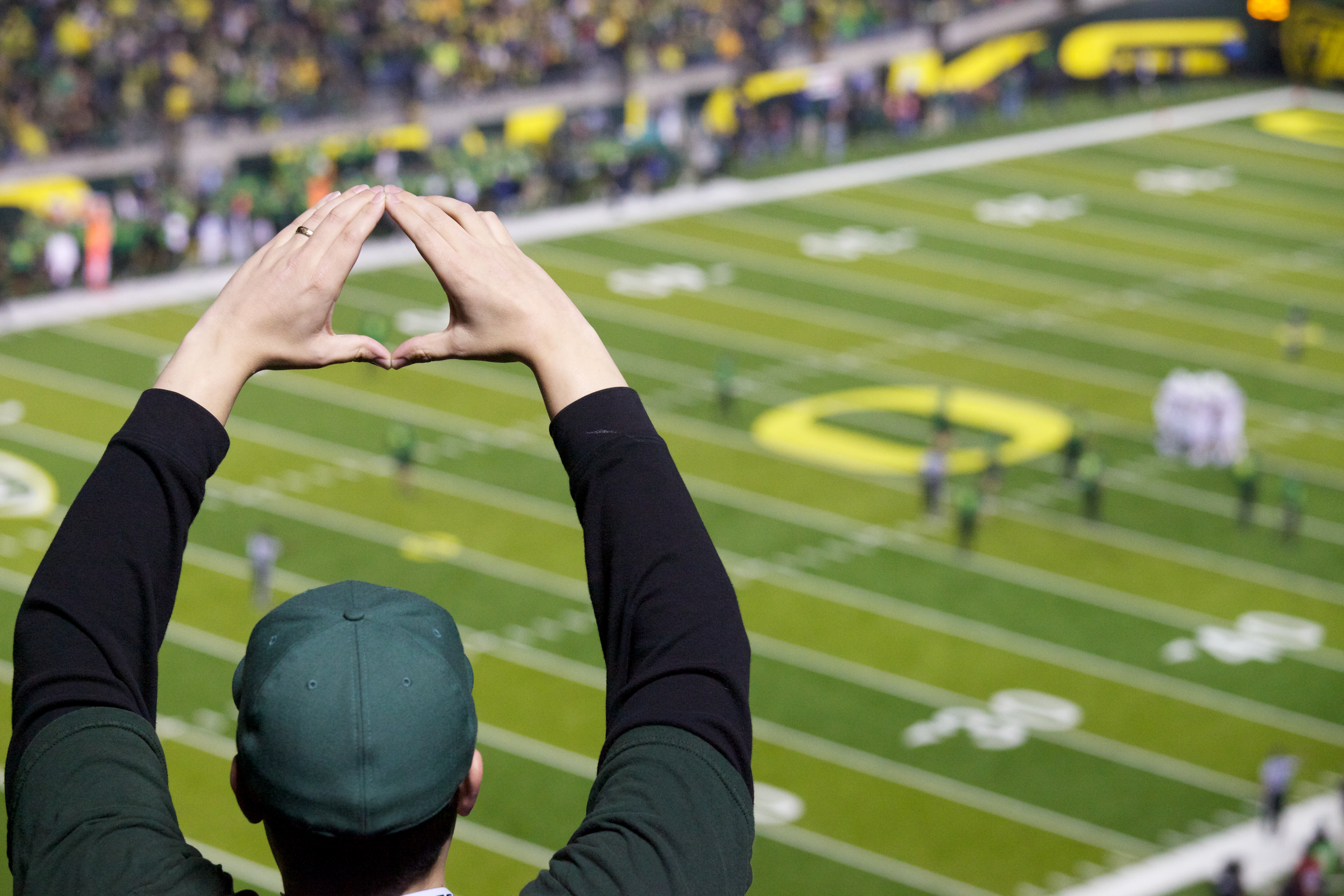
O betűt formáló szurkoló 2011-ben

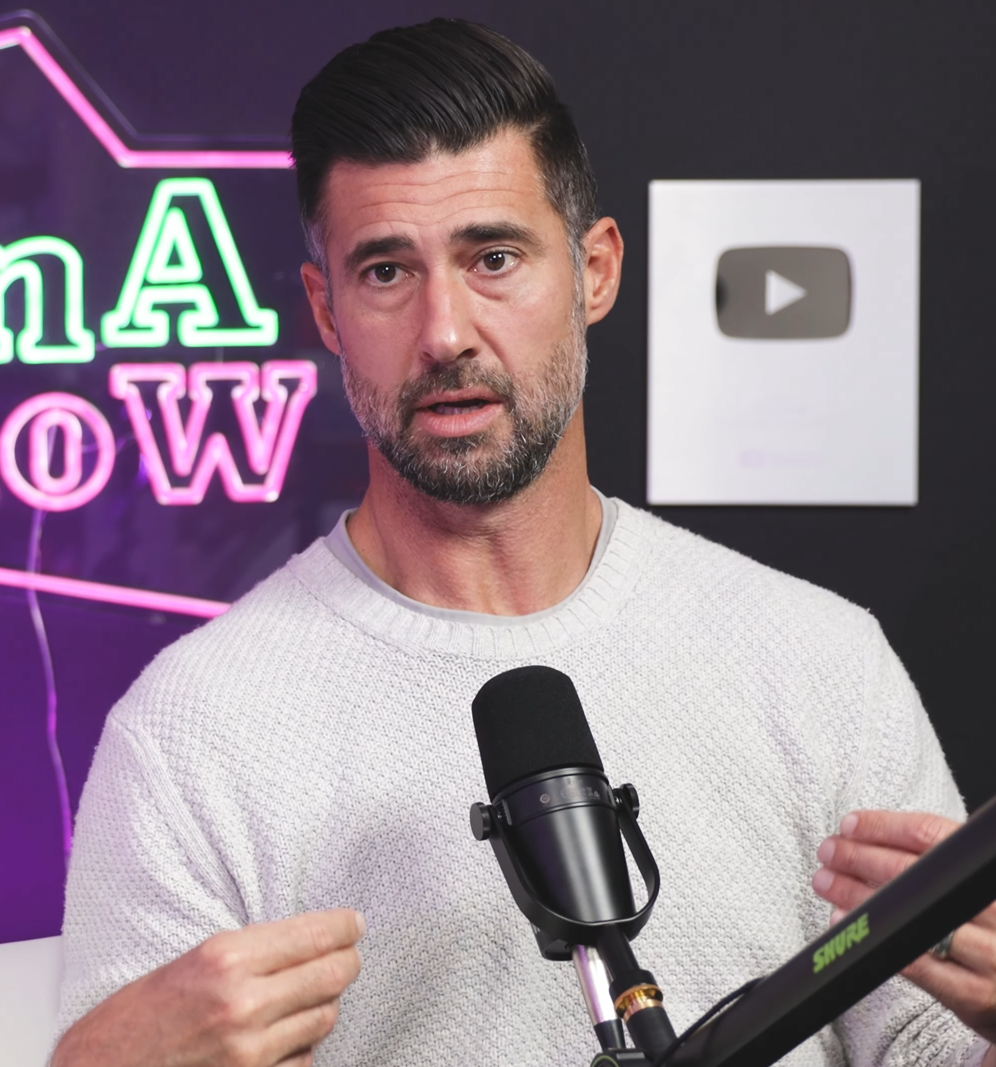
A kézmozdulatot Joey Harrington quarterback tette híressé

Az O kézmozdulatot az Oregoni Egyetem sportcsapata, az Oregon Ducks szurkolói mindkét kezükkel C betűt formálva mutatják be a lelátókon, támogatásukról biztosítva az egyetemet és a sportcsapatot. Korábban a karmesterek használták a következő dal jelzésére. A mozdulatot Joey Harrington quarterback tette híressé, aki 2001-ben a The Oregonian címlapján kezeivel O-t formálva jelent meg.

## Eredete
A kézjeleket először a karmesterek használták, mivel a közönség zaja miatt a zenekar tagjai nem hallották őket. Steven Paul 1983 és 1989 között ezzel jelezte a csapatinduló kezdetét. Joey Harrington egyszer felmutatta a jelet az indulózenekarnak annak reményében, hogy eljátsszák a csapatindulót.
Megyünk vissza az időben; észrevettem, hogy a karmester az »O« jellel jelzi a zenekarnak a csapatinduló kezdetét. A közönség hangos, úgyhogy hiába kiabálsz, hogy »Játsszátok el a csapatindulót!«, úgyhogy ehelyett intett, és a zenekar eljátszotta a dalt… Amikor elfogott a nosztalgia, még egyszer hallani akartam… Úgyhogy az »O« jelet intettem… Én találtam fel az »O«-t? Nem. Én vagyok az első játékos, aki ilyen célra használta? Igen. De nem azért, amiért ma használják.
A jelenetet Bruce Ely, a The Oregonian fotósa és Thomas Boyd, a Eugene Register-Guard munkatársa örökítették meg. Ely szerint „Emlékszem, felhívtam a szerkesztőket, és elmondtam nekik, hogy jó kép lesz a címlapra. Innen indult el. Azt hiszem, Tom és én vagyunk az egyetlenek, akik ott voltunk”.
Harrington a kézjelet a Fiesta Bowlon is felmutatta.

## Használata
A kézjelet a szurkolók a 2001-es mérkőzés után is használták, a Nike kesztyűin is használták. John Canzano sportszerkesztő szerint az egyetem egységes nonverbális jelévé vált.
Az Oregon Quarterly 2014. téli számában Lady Gaga és egy egykori hallgató közösen mutatják a jelet.

## Viták
Mike Pereira, a Fox Sports elemzője szerint a jel felmutatása sportszerűtlen cselekedet és tizenöt éves büntetéssel járhat. Később ezt annyiban pontosította, hogy csak akkor az, ha más játékosok irányába mutatják.
Jelnyelvi tanárok szerint a jelet gyakran helytelenül mutatják fel, ami így „O” helyett „vaginát” jelent. A korábban jelnyelvet tanuló LaMichael James játékos ezért többet nem mutatja fel.

## Fordítás
- Ez a szócikk részben vagy egészben  az   O (gesture) című angol Wikipédia-szócikk ezen változatának fordításán alapul.  Az eredeti cikk szerkesztőit annak laptörténete sorolja fel. Ez a jelzés csupán a megfogalmazás eredetét és a szerzői jogokat jelzi, nem szolgál a cikkben szereplő információk forrásmegjelöléseként.